# 特米努斯山
78°8′S 163°36′E / 78.133°S 163.600°E
特米努斯山（英語：Terminus Mountain）是南極洲的山峰，位於維多利亞地的皇家學會嶺東部，處於阿當斯冰川以南，海拔高度超過800米，現時由南極條約體系管理。